# 沃思縣 (愛阿華州)
沃思縣（英語：Worth County）是美國愛阿華州北部的一個縣，北鄰明尼蘇達州。面積1,040方公里。根據美國2000年人口普查，共有人口7,909人。縣治諾斯伍德 (Northwood)。
成立於1851年1月15日，縣政府成立於1857年10月13日。縣名紀念美墨戰爭英雄威廉·詹金斯·沃思。